# 埃尔科莱·巴尔迪尼
埃尔科莱·巴尔迪尼（義大利語：Ercole Baldini，1933年1月26日—2022年12月1日）是一名義大利男子自由車運動員。作為一名業餘選手，他在1956年贏得奧運會公路賽的金牌和世界場地錦標賽的世界冠軍。第二年他轉為職業選手，並在1958年贏得世界公路錦標賽和環義自由車賽的世界冠軍。他繼續參加場地自由車賽，並在1960年和1964年的世界錦標賽中獲得個人追逐賽的銅牌。